# Sint-Barbarabeeld (Voerendaal)
Het Sint-Barbarabeeld is een standbeeld in het dorp Voerendaal in de Nederlandse gemeente Voerendaal. Het beeld staat op de hoek van het Laurentiusplein met de Tenelenweg in het noordwesten van het dorp aan het begin van de mijnwerkerskolonie Laurentiusplein.
Het beeld is opgedragen aan de heilige Barbara van Nicomedië, de beschermheilige van mijnwerkers.

## Geschiedenis
Met de ontginning van de steenkolenlagen van het Zuid-Limburgs steenkoolbekken werden er van heide en ver mensen aangetrokken om te werken in de steenkolenmijnen. Om deze mensen te huisvesten werden er diverse koloniën gesticht, waaronder de mijnwerkerskolonie Laurentiusplein in Voerendaal.
In 1950 of 1954 werd het beeld opgericht aan de ingang van mijnwerkerskolonie Laurentiusplein. Het beeld was van de hand van beeldhouwer Jean Weerts.

## Standbeeld
Het standbeeld staat op een sokkel van Kunradersteen waarop aan de voorzijde een tekst is aangebracht: H. Barbara bescherm ons. Het beeld toont de heilige Barbara met in haar rechterhand een palmtak, schuin rechts achter haar een toren en aan haar voeten een mijnwerker.